# لاين ماركوس
لاين ماركوس (بالفرنسية: Line Monty)‏ هي مغنية جزائرية، ولدت في 1926 في الجزائر في الجزائر، وتوفيت في 19 أغسطس 2003 في باريس في فرنسا.